# أندريا ألدانا
أندريا ألدانا (بالإسبانية: Andrea Aldana)‏ هي متسابقة يخت غواتيمالية، ولدت في 29 أبريل 1989 في غواتيمالا في غواتيمالا.

## وصلات خارجية
- أندريا ألدانا على موقع أوليمبيديا (الإنجليزية)